# Walerian Kryciński
Walerian Kryciński (ur. 14 marca 1852 w Karolinowie k. Jaworowa, zm. 7 marca 1929 w Krakowie) – polski malarz i ceramik.

## Życiorys
Był synem Aleksandra Krycińskiego i Eleonory ze Szklanowskich. W latach 1872–1875 studiował w krakowskiej Szkole Sztuk Pięknych pod kierunkiem Władysława Łuszczkiewicza, Feliksa Szynalewskiego i Jana Matejki, a następnie wyjechał do Wiednia, gdzie kontynuował naukę na tamtejszej Akademii Sztuk Pięknych i w Kunstgewerbeschule pod kierunkiem J.R.Storcka, Sanfbergera, Ermenegildo Donadiniego. Odbył podróż artystyczną, podczas której odwiedził Norymbergę, Augsburg, Frankfurt nad Menem, Kolonię, Salzburg, Pragę, Monachium i Paryż. W 1879 powrócił do Krakowa i poślubił Helenę Horaczek. Od 1880 do 1898 był wykładowcą rysunku i malarstwa dekoracyjnego w gimnazjum w Kołomyi, od 1885 przez pięć lat wykładał technologię procesów ceramicznych. W 1898 przeprowadził się do Lwowa, gdzie objął stanowisko dyrektora w Szkole Przemysłowej. Po przejściu w stan spoczynku powrócił do Krakowa, zmarł w 1929, spoczywa na cmentarzu Rakowickim.

## Twórczość
Większa część dorobku artysty to projekty wzorów tkanin i haftów, kart pocztowych i plakatów, był autorem dekoracji ściennych, z których do najwybitniejszych prac należała dekoracja loży na I piętrze lwowskiego Teatru Miejskiego, a także stworzona w 1880 dekoracja krakowskich Sukiennic przygotowana na wizytę cesarza Franciszka Józefa. Swoją fascynację Pokuciem poza popularyzowaniem tamtejszej ceramiki przejawiał w tworzonych przez siebie rysunkach, obrazach olejnych i akwarelach, które stylem nawiązywały do wiedeńskiego akademizmu. Tworzył również czerpiąc tematykę w Beskidach i na Podhalu, prace wystawiał w warszawskiej Zachęcie i krakowskim Towarzystwie Przyjaciół Sztuk Pięknych.